# LG G3
LG G3 é um smartphone Android desenvolvido pela LG Electronics, lançado em 28 de Maio de 2014 na Coreia do Sul, sendo o sucessor do LG G2, lançado em 2013.
É o aparelho que mais apresenta defeitos e problemas, tendo altos índices de rejeições entre os usuários que o adquiriram. Uma busca nos sites Tudo Celular e Reclame Aqui, demonstra a enorme quantidade de usuários com problemas no aparelho.